# Jean-Yves Raimbaud
Jean-Yves Stephane Marcel Raimbaud (27 februari 1958 - 28 juni 1998) was een Franse animator en scenarioschrijver. Hij was vooral bekend van de animatieserie Oggy and the Cockroaches, die officieel postuum debuteerde op 6 september 1998 op France 3. Hij was ook mede-bedenker van Space Goofs met Philippe Traversat, de eerste show die hij maakte, mede geproduceerd door Gaumont Multimedia en Xilam.